# Floriano (imperador)
Marco Ânio Floriano (em latim: Marcus Annius Florianus; m. 276) foi um imperador romano que governou em 276.

## Vida
Floriano era meio-irmão de Tácito (r. 275–276). Foi prefeito pretoriano do exército de Tácito contra os godos na Ásia. Com a morte de seu irmão, foi aclamado imperador pelo senado como sua cunhagem indica, mas a História Augusta, provavelmente narrando um episódio fictício, alega que foi um golpe dinástico no qual o senado foi ignorado. Pouco depois de assumir, os exércitos e províncias da Fenícia, Síria Palestina e Egito declararam Probo imperador.
Floriano, que se dirigia ao norte para combater os hérulos, abandonou a empreitada e se dirigiu à Cilícia para confrontar Probo e seu exército. Parecia ter um exército maior, mas Probo reteve-se. Depois de algumas semanas de combates esporádicos, foi assassinado por suas próprias tropas perto de Tarso, tendo reinado apenas 88 dias. Pouco se pode dizer de seu reinado além disso. Uma inscrição lhe atribui um consulado.